# Moudrov
Moudrov (německy Maudrow, Maudra (1790)) je malá vesnice, část obce Obrataň v okrese Pelhřimov. Nachází se asi 4 km na jihovýchod od Obrataně. V roce 2009 zde bylo evidováno 7 adres. V roce 2001 zde trvale nežil žádný obyvatel
Moudrov je také název katastrálního území o rozloze 0,63 km2.

## Fotogalerie

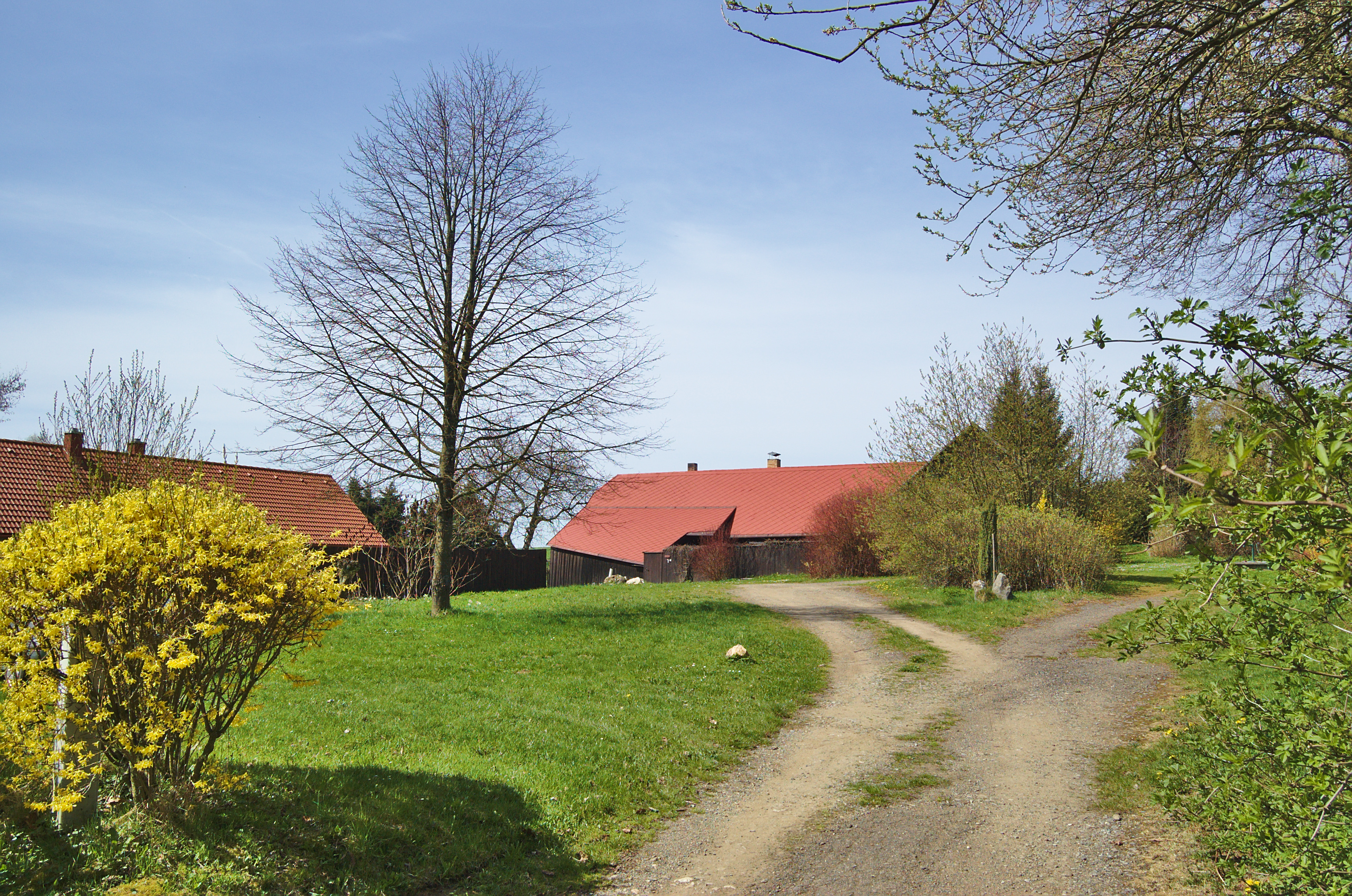
Pohled do vsi
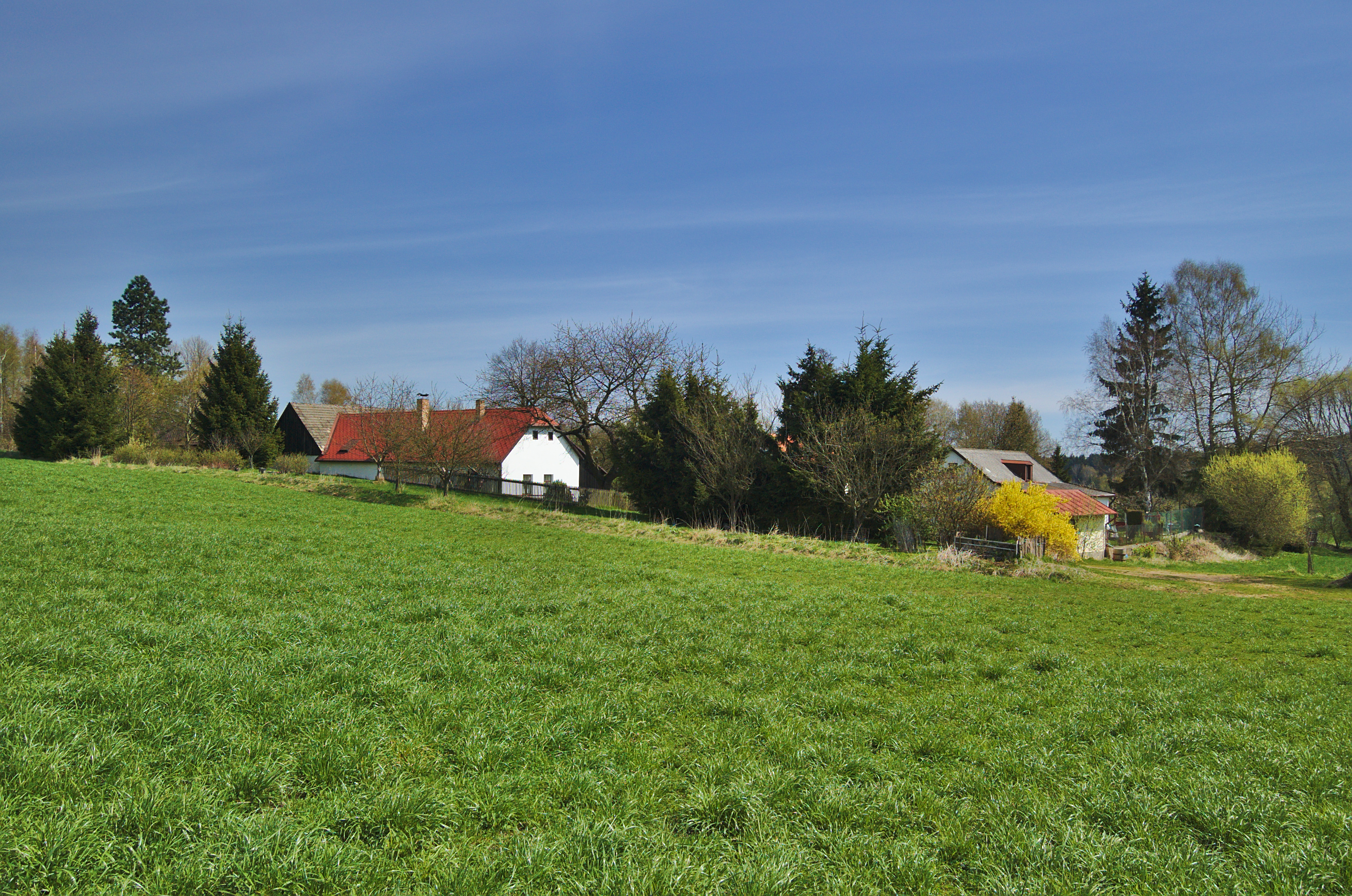
Pohled na ves od západu
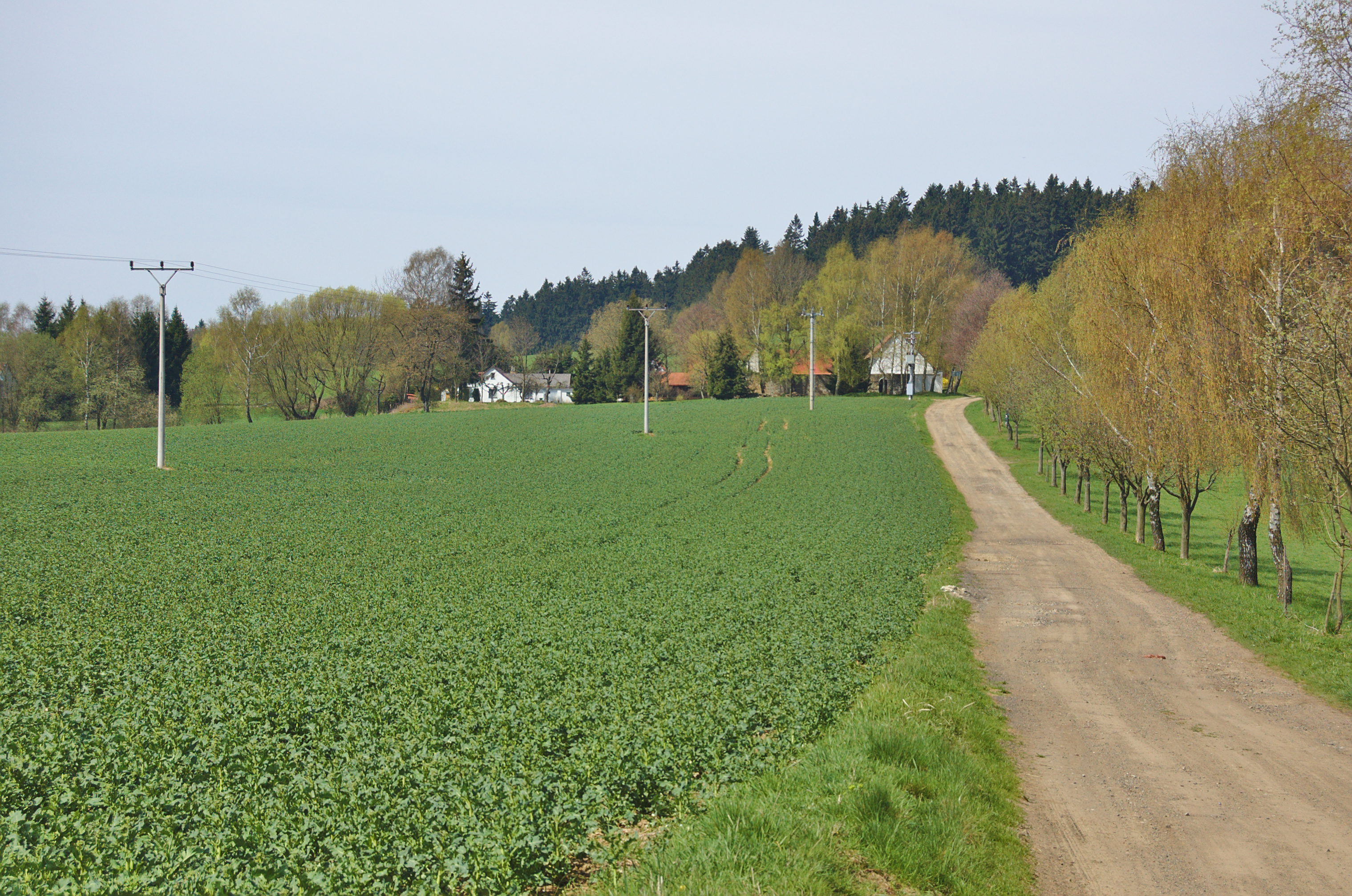
Pohled na ves z příjezdové cesty od východu